# Ipotesi Iris
L'Ipotesi Iris è un'ipotesi scientifica proposta dal fisico dell'atmosfera Richard Lindzen ed altri scienziati nel 2001 riguardo agli effetti dell'incremento della temperatura della superficie del mare ai tropici. 
Secondo questa ipotesi, l'incremento di temperatura della superficie del mare ai tropici determinerebbe un calo nella formazione dei cirri del livello superiore della troposfera (da 8.000 a 12.000 s.l.m.) e di conseguenza aumenterebbe la quantità di calore irradiata da questi mari sotto forma di radiazione infrarossa nello spazio (e non riflessa sulla terra da queste nubi), il che avrebbe la conseguenza di provocare un raffreddamento della superficie marina stessa; la reazione naturale quindi, evidenziata da questo fenomeno in ipotesi, sarebbe una reazione di tipo stabilizzante, cioè una "controreazione" (o "retroazione negativa"). La convinzione più diffusa invece era esattamente il contrario: l'aumento della temperatura della superficie del mare ai tropici determinerebbe un incremento della formazione di cirri, il che a sua volta determinerebbe una riduzione della emissione di calore sotto forma di radiazione infrarossa da parte di queste superfici ed un conseguente incremento ulteriore nella temperatura delle medesime.
Gli studi di Lindzen sui cambiamenti nella copertura nuvolosa e le sue conseguenze, determinate con i modelli di radiazione infrarossa nello spazio, sosterrebbero l'ipotesi.
Altri scienziati hanno da allora cercato di provare questa ipotesi. Alcuni hanno concluso che non sussistevano sufficienti prove per dare per dimostrata la veridicità dell'ipotesi.  Altri invece trovarono prove che ne dimostravano la fondatezza, ma che la riduzione dei cirri nella troposfera, come conseguenza dell'incremento di temperatura della superficie del mare ai tropici, non conduceva ad alcuna reazione negativa, come ipotizzato da  Lindzen, bensì ad una positiva (cioè a un ulteriore incremento della temperatura della superficie del mare). Un successivo studio, condotto dallo scienziato dell'atmosfera Roy Spencer ed altri, con l'utilizzo di moderni satelliti, ha confermato potenzialmente l'Ipotesi Iris.
Nel 2011 Lindzen ha pubblicato una confutazione delle critiche principali alla sua ipotesi.
Nel 2015 i ricercatori Thorsten Mauritsen e Bjorn Stevens hanno pubblicato un articolo scientifico che suggeriva ancora la possibilità dell'esistenza di un "Effetto Iris". Secondo altri scienziati, ciò però non comporterebbe sul clima una retroazione negativa come ipotizzato da Lindzen: la riduzione della copertura nuvolosa lascerebbe uscire più energia infrarossa, ma lascerebbe anche entrare più luce solare, per cui la sensitività climatica non cambierebbe molto, a differenza di ciò che sostiene Lindzen.